# Austropotamobius
Austropotamobius este un gen de raci europeni din familia Astacidae. Acesta conține patru specii existente și o specie cunoscută doar din fosile din perioada baremianului:
- Austropotamobius llopisi Via, 1971 †
- Austropotamobius italicus Faxon, 1914
- Austropotamobius pallipes Lereboullet, 1858
- Austropotamobius torrentium Schrank, 1803
- Austropotamobius bihariensis Pârvulescu 2019[2]

Cea mai recent descoperită specie, Austropotamobius bihariensis, este endemică României, fiind găsită doar în sectoarele superioare ale Crișurilor din Munții Apuseni.